# (6665) Kagawa
(6665) Kagawa – planetoida z pasa głównego asteroid okrążająca Słońce w ciągu 5 lat i 77 dni w średniej odległości 3 j.a. Została odkryta 14 lutego 1993 roku w Nihondaira Observatory przez Takeshiego Uratę. Nazwa planetoidy pochodzi od Tetsuo Kagawy, japońskiego astronoma. Przed nadaniem nazwy planetoida nosiła oznaczenie tymczasowe (6665) 1993 CN.